# طائر الفران
الفَرّان أو الطائر الفَرّان اسم يطلق على نوعين من الطيور الأمريكية التي تبني أعشاشاً شبيهة بالقبب. ويتميز طائر الفران الحمري الذي يعيش في أمريكا الجنوبية، وأمريكا الاستوائية بلونه البني المائل إلى الحمرة، وهو يشبه طائر السمان.
ويبني هذا الطائر عشه من الطين، بشكل دائري، وعلى هيئة فرن الخبز القديم. ومن الأسماء الأخرى المألوفة لهذا الطير هونيرو وهي كلمة تعني الخباز باللغة الإسبانية.
يبني طائر الفران (روفوس) عشه في الريف الفسيح وغالبًا يبنيه على أعمدة البوابات الحديدية في أراضي رعي المواشي الواسعة في براري أمريكا الجنوبية.
والنوع الآخر من طيور الفرّان، هو الطائر المغرِّد، الذي يعيش في أمريكا الشمالية، وهو يبني عشًا مقببًا من الحشائش على الأرض، ويشبه طائر السمانى، ولونه أخضر زيتوني، وصدره مخطط.وكذلك تفعل طيور الغابة المغردة حيث تبني أعشاشًا على هيئة قبب من الحشائش على الأرض.